# Kobarid
Kobarid – miasto w Słowenii. W 2018 roku liczyło 1096 mieszkańców. Siedziba gminy.
Miasto znane jest z bitwy pod Caporetto (Kobarid), upamiętnionej przez Ernesta Hemingwaya w Pożegnaniu z bronią.
Na wzgórzu nad miastem znajduje się Mauzoleum (Ossarium), zbudowane w kształcie piramidy, będące największym miejscem pochówku szczątków włoskich żołnierzy poległych podczas I wojny światowej. W 1938 r. odsłonił je Benito Mussolini. W 1990 r. w centrum miasta otwarto muzeum, które przedstawia historię walk stoczonych tutaj między Włochami a Austro-Węgrami i Niemcami. 

## Historia
W czasach Cesarstwa Rzymskiego znajdował się tu obóz wojskowy.
Pierwsze dokumenty pochodzące z XII wieku miasto należało do patriarchatu Akwileji.
W 1919 r. miasto w wyniku Traktatu w Saint-Germain-en-Laye znalazło się w obrębie Włoch, a w 1947 r. Jugosławii. W 1976 roku zostało zniszczone przez trzęsienie ziemi. Od 1991 r. należy do niepodległej Słowenii. 